# Jiří Ignác Linek
Jiří Ignác Linek (ook: Jiří Ignác Linka, of: Lynka)   (Bakov nad Jizerou (Bohemen), 21 januari 1725 – aldaar, 30 december 1791) was een Boheems componist en organist.

## Levensloop
Linek studeerde van 1735 tot 1736 aan het Piaristengymnasium in Kosmonosy, onder andere samen met Jiří Antonín Benda. Zijn muziek studies deed hij bij de componist en organist Josef Ferdinand Norbert Seger in Praag. Verder studeerde hij in Sobotka, Bohemen, bij het kantoor van Josef Svoboda.
Vanaf 1747 was hij opvolger van František Arnošt als kantoor in Bakov nad Jizerou. In deze functie bleef hij tot zijn overlijden.
Josef Horčička (1870-1939) heeft een cataloog van werken van Linek publiceert en telt op, dat er 41 missen, 9 requiem, 27 offertoria, 76 litanieën en 30 pastorella's door Linek gecompeneerd zijn.

## Composities

### Werken voor orkest
- Concert in F-groot, voor klavecimbel en orkest
- Sinfonia pastoralis ex D groot, voor 2 hoorns en strijkorkest
- Sinfonia pastoralis ex C groot, 
  1. Allegro
  2. Adagio
  3. Presto
- Slavnostní fanfáry, voor 2 clarino's, 2 hoorns, pauken, violen en altviolen
- Symphonia o umučení Páně a Kriminalista nevinný

### Werken voor blazers
- Korunovační intrády, voor 4 trompetten, 2 hoorns en pauken
  1. Intrade no. 1
  2. Intrade no. 2
  3. Intrade no. 3

### Missen, oratoria en gewijde muziek
- Christ, der Herr, kommt in die Welt, pastorela voor gemengd koor, strijkers en slagwerk
- Dva zpěvy k sv. Janu Nepomuckému
- Epiphany, voor bas, kinderkoor, 2 klarinetten en fagot
- Já jsem pastýř
- Kde jsi, přelibý můj Ježíšku
- Kvíteček májový
- Missa pastoralis, voor gemengd koor, twee hobo's, strijkers en orgel
- Missa pastoralis, voor solisten, gemengd koor en orkest
- Missa pastoralis ex F, voor solisten, gemengd koor en orkest
- Moteto pastorale, voor gemengd koor en orkest
- Novoroční koleda
- Ó, Jezulátko, rajské poupátko, voor sopraan en orgel
- Oratorium o umučení Pána našeho Ježíše Krista, oratorium
- Pastorella "Hej, děvčátka, do Betléma", voor gemengd koor en orkest
- Pastorella "Hejsa novina", voor contra-alt, bas, gemengd koor, orkest en orgel
- Pastorella Iucunda (Radostná pastorela)
- Pastorella "Mistre Muj", voor bas, kinderkoor, orkest en orgel
- Pastorella "Narodil se Kristus Pan", voor solisten, gemengd koor en orkest
- Pastorella in F, voor gemengd koor, fluit, 2 klarinetten, 2 trompetten, 2 hoorns, pauken, strijkers en orgel
- Pastorella in D groot
- Pojďme, bratře, k Betlému
- Requiem
- Ukolébavka ”Usni mé děťátko”, voor sopraan, strijkers en orgel
- Usni mé detátko, voor sopraan, strijkers en orgel
- Vzhůru bratři, voor gemengd koor
- Vzhůru, vzhůru, pastouškové

### Vocale muziek
- Zlatý zámek, drie liefdes-liederen voor sopraan, fluit en harp

### Werken voor orgel
- Concerto in C, voor orgel en orkest
- Fuga G groot
- Praeambulum

- Biblioteca Nacional de España: XX5262392
- Bibliothèque nationale de France: cb138966796 (data)
- CiNii: DA07590897
- Gemeinsame Normdatei: 13307093X
- International Standard Name Identifier: 0000 0000 8136 0833
- Library of Congress Control Number: n84016890
- MusicBrainz: 66b53d92-f544-4052-ae7e-f2cd8975846e
- Nationale Bibliotheek van Tsjechië: jn20000401644
- Nationale bibliotheek van Australië: 35071604
- Nationale Bibliotheek van Israël: 987007428044405171
- Nederlandse Thesaurus van Auteursnamen: 096939826
- Réseau des bibliothèques de Suisse occidentale: 02-A000105670
- Istituto Centrale per il Catalogo Unico: LO1V178549
- Système universitaire de documentation: 175355614
- Trove: 818100
- Virtual International Authority File: 56796819
- WorldCat: E39PBJhdchYrRTBvVj6jwJHBfq